# 2-クロロアセトアミド
2-クロロアセトアミド（英: 2-chloroacetamide）は、化学式C2H4ClNOで表される有機塩素化合物の一種である。

## 用途
クロロアセトアミド系の化合物にはVLCFA（超長鎖脂肪酸）の合成を阻害する作用をもつものがあり、除草剤として使用される。このほか、塗料や接着剤の原料、切削油にも含まれる。

## 反応
光による変質がある。五酸化二リンと反応しクロロアセトニトリルに、アンモニアとの反応ではアミノアセトアミドになる。

## 安全性
目に対する強い刺激性がある。皮膚に対しては刺激性と、アレルギー反応を起こす恐れがある。加熱により分解し、塩素や窒素酸化物を含むガスが生じる。日本の毒劇法および消防法による規制対象ではないが、船舶安全法および航空法の適用を受ける。